# Roca meteorológica
La roca meteorológica o piedra meteorológica es una muestra cómica que satiriza la compleja tecnología empleada en los pronósticos meteorológicos modernos y su imprecisión. Normalmente, se cuelga de un trípode y lleva un cartel que explica cómo interpretarla.Un ejemplo conocido de este tipo de exhibición es la famosa Piedra Meteorológica de Maine, ubicada en el Campamento Audubon, en la Isla Hog, que fue descrita a finales de 1981.

## Instrucciones

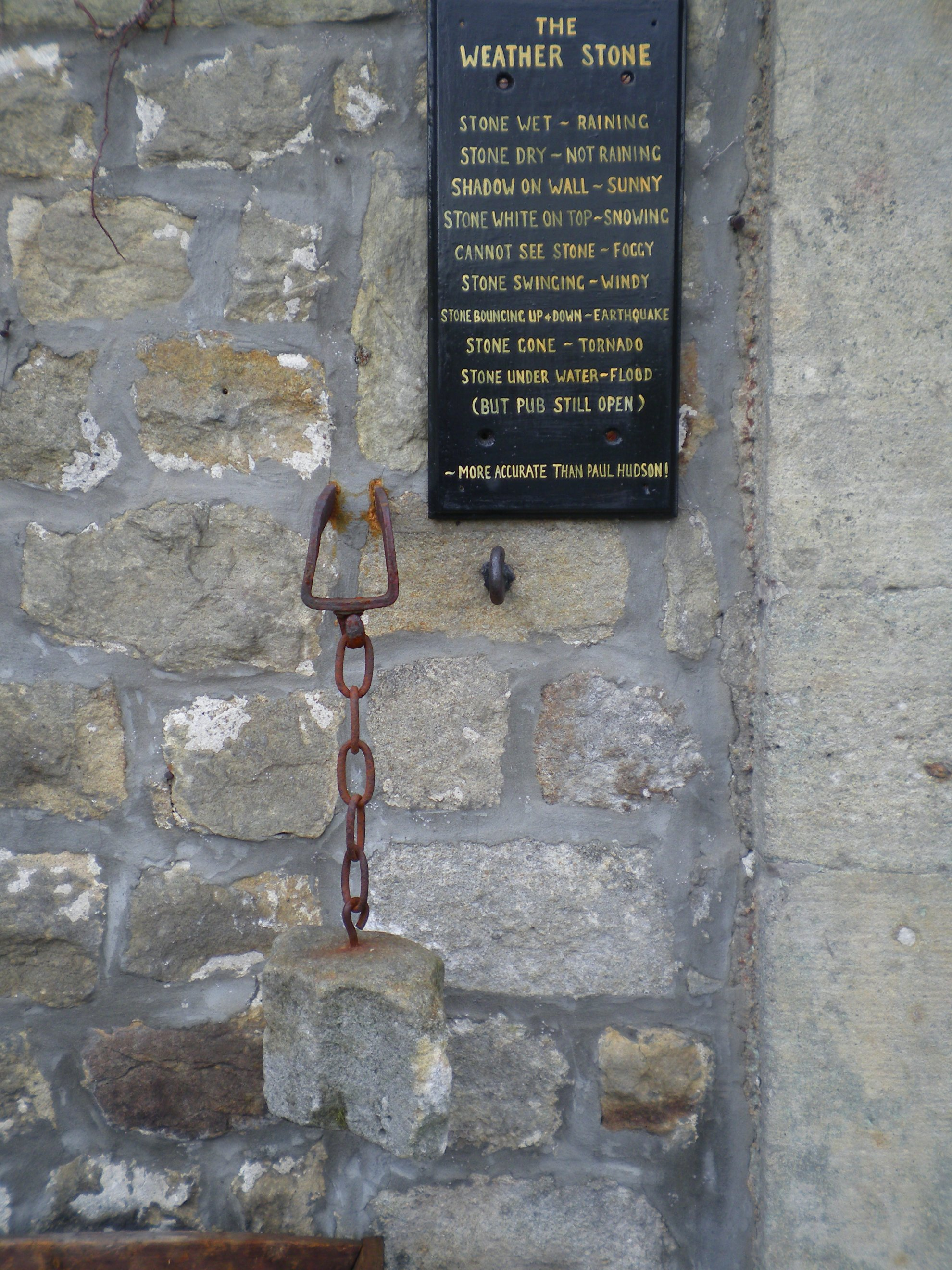
Una piedra meteorológica en el pub Craven Arms, en Barden, Craven, Yorkshire del Norte, supuestamente más precisa que Paul Hudson, un meteorólogo local de la BBC.

Algunas de las instrucciones típicas que suelen acompañar a una roca meteorológica para "interpretar" su estado son:
- Si la roca está mojada, está lloviendo.
- Si la roca se balancea, el viento sopla.
- Si la roca proyecta sombra, brilla el sol.
- Si la roca no proyecta sombra y no está mojada, el cielo está nublado.
- Si la roca es difícil de ver, hay niebla.
- Si la roca es blanca, está nevando.
- Si la roca está cubierta de hielo, se produce escarcha.
- Si el hielo es grueso se trata de una helada fuerte.
- Si la roca rebota, hay un terremoto.
- Si la roca está bajo el agua, hay inundación.
- Si la roca está caliente, hace sol.
- Si falta la roca se produce un tornado.
- Si la roca está mojada y se balancea violentamente, hay un huracán.
- Si la roca se puede sentir pero no ver, es de noche.
- Si la roca tiene salpicaduras blancas, tenga cuidado con los pájaros .
- Si la roca está levitando, estás drogado.
- Si hay dos piedras estás borracho.

Las piedras meteorológicas a veces vienen con indicaciones para su correcto mantenimiento, como: "¡No manipule la piedra meteorológica, es un instrumento de alta precisión!"

## Ubicaciones

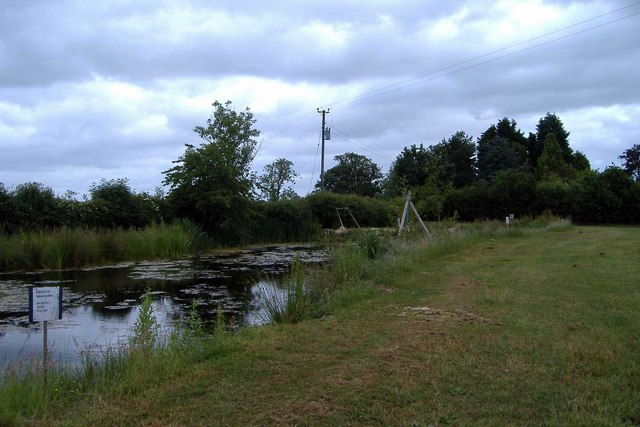
Un estanque en una reserva natural en Kinsey Heath, Audlem, Cheshire, con un trípode del que cuelga una roca meteorológica.

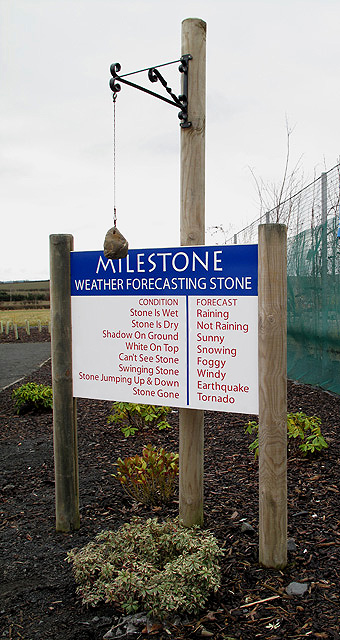
Milestone Weather Forecasting Stone, Newtown St Boswells, Scottish Borders.

Las rocas meteorológicas se encuentran en todo el mundo. Algunos ejemplos incluyen:
Estados Unidos
- La roca meteorológica en Fort Drum, un sitio militar estadounidense en Nueva York.[3]
- En el Área Natural de Camp Rotary, un campamento de verano de Boy Scouts ubicado en Clare, Michigan.
- Camp Wolfeboro, un campamento de verano de Boy Scouts en Arnold, California.
- Camp Yawgoog, un campamento de verano de Boy Scouts en la Reserva Scout Yawgoog en Rockville, Rhode Island.
- Camp Geronimo, un campamento de verano de Boy Scouts en el norte de Arizona, cerca del Borde Mogollon.
- El sitio histórico de Donner's Pass, cerca del lago Tahoe, California.
- Elliot's Weather Rock en Clearfield, Pensilvania.[4][5]
- Zoológico de Bloomington en el centro de Illinois.
- En Rhododendron, Oregón, cerca del río Zigzag, junto a la carretera 10.
- En Spangler Road, cerca de la autopista 213 en Oregon City, Oregón.[6]
- Boron, California, frente al restaurante mexicano y de mariscos Domingo's, un famoso lugar de reunión de astronautas cerca de la Base de Edwards de la Fuerza Aérea.
- Reserva de Boy Scouts de Seven Ranges en Kensington, Ohio.
- Reserva Scout Firelands en Wakeman, Ohio.
- Nature Camp en Vesubio, Virginia.
- Heladería Whippi Dip, en la carretera Pontaluna en Spring Lake, Michigan, cerca del Parque Estatal Hoffmaster
- Marvin's Marvelous Mechanical Museum en Farmington Hills, Michigan.[7]
- Lynnhaven Inlet Fishing Pier en Virginia Beach.
- La Reserva Scout Kia Kima en Hardy, Arkansas.
- Casa Sul Lago.
- Boundary Waters Canoe Area, Minnesota.

Canadá
- En el puesto comercial de Pancake Bay, cerca del parque provincial Pancake Bay, Ontario.

Australia
- Afuera del restaurante McDonald's en Lithgow, Nueva Gales del Sur
- Tenterfield en Nueva Gales del Sur.
- Ficks Crossing cerca de Kingaroy, Queensland.
- Pannawonica en Australia Occidental.[8]

Países Bajos
- Oostdorp

Reino Unido
- Salón de té Lobster Pot en la isla de Berneray, en las Hébridas Exteriores, Escocia.
- Amy Place en la isla de Skye, en las Hébridas Exteriores, Escocia.
- Humber Lifeboat Station en Spurn Point, Yorkshire del Este.

Sudáfrica
- En el Hotel Halyards en Port Alfred.

Argentina
- Museo Glaciarium, El Calafate.[9]

Japón
- En el Museo Kiseki de Piedras del Mundo [ja], Prefectura de Shizuoka.[10]
- Rock-Kun, un canal de streaming tanto en YouTube como en Twitch.[11]

Irlanda
- Brazen Head Pub, Dublín.

Francia
- Aeropuerto Le Touquet-París-Plage